# サン・ジョルジョ・ア・クレマーノ
サン・ジョルジョ・ア・クレマーノ（イタリア語: San Giorgio a Cremano）は、イタリア共和国カンパニア州ナポリ県にある、人口約4万5000人の基礎自治体（コムーネ）。

## 地理

### 位置・広がり
ナポリ中心部から東南東へ7kmの距離にある。

#### 隣接コムーネ
隣接するコムーネは以下の通り。
- エルコラーノ
- ナポリ
- ポルティチ
- サン・セバスティアーノ・アル・ヴェズーヴィオ

## 人物

### 著名な出身者
- マッシモ・トロイージ - 俳優・映画監督・脚本家